# 精靈馬
精靈馬（日语：／ Syouryouuma）是日本御盆節（中元節）祭祀祖先時所準備的一種祭品，有以瓜類或草葉製成牛和馬，用意為替祖先備妥交通工具。

## 命名
精靈馬，假名為「しょうりょううま」(shōryō-uma)。「精靈」(しょうりょう)意為亡者之靈魂，「馬」(うま)指製成馬形之祭品，然「精靈馬」實為此類祭品之統稱，不單限於馬形，其包含製成牛及馬二種動物。

## 來由
祭祀祖先是日本人重要的信仰之一，具有「事死如事生，事亡如事存」之觀念，故多為祖先以陽世間人之立場設想，認為祖先同樣需要食物、金錢、衣物，甚至代步工具等，發展出為祖先準備牛馬等交通工具的心意。而一般民間蔬菜瓜果是容易取得的材料，瘦長的綠色小黃瓜和肥胖的紫色短茄子就成為馬和牛的象徵物，可見日本人對祖先的敬重與愛護，即是「事死如生」之展現。

## 製作
祭祖之供品有向商家購買者，如蠟燭、線香等，通常不由自己製作，而精靈馬為家戶成員親手所做，亦可經由小孩之手，體現祭祖為全家大小都共同參與完成之大事。
其作法係將四枝竹籤或竹筷插入小黃瓜、茄子，使其立於桌上，更精緻者為其增加頭飾、馬鞍、尾巴等，而其形狀如同四足動物，命名為牛、馬。目的在於，為祖先提供交通工具，得以往迎接祖先返回陽間，享受後世子孫之供養，後再乘返回陰間。

## 意義
「精靈馬」為牛、馬二種動物，馬以小黃瓜代表，具綠色、瘦長、輕快之形；牛以茄子(短茄子)代表，其紫色、圓滾、笨重如同牛步緩慢。
小黃瓜馬是供祖先從陰間返回陽間子孫之住宅，期許快速返家之意；茄子牛是供祖先享受供品後緩慢離開、慢走順行。另有以茅草或茭白筍之葉子編成牛、馬形，其意同前。
在中國部份地區祭祖時也有迎接祖先及恭送祖先的儀式，此祭品體現了在日本陽世子孫接待祖先、仍為祖先用心著想的心意。

## 放置
瓜類(食物)做的精靈馬會放置在玄關做為祖先下馬、登馬之處，或置供桌(佛龕)上明白指示供祖先乘坐。迎接祖先者馬頭向內，恭送祖先者牛頭向外。
若以茅草、真菰(菰)等植物葉子編製的牛、馬，則會在中元節前七天開始放在室外的屋簷上，因在中元七月十五日前七日作業，適逢七夕佳節，故另稱「七夕馬」，同時宣告中元祭典之開始。以葉草編製的牛馬，亦有向祖先祈求農作豐收之意。

## 現況
日本至今仍保有此項傳統習俗，一般在中元節或祭祖之時備妥，近來日本人偶有創意，或配合當地當季，以該時令之瓜果類製成，如山苦瓜、玉米等，創作了特別給祖先的交通工具，讓祭祖之事由大人、小孩都能參與其中，讓返家祭祖的子孫感受團聚的活潑和樂。

## 形象應用
在日本漫畫《鬼燈的冷徹》中，故事以日本地獄為背景，介紹主角鬼燈在地獄居民生活中發生的事。日本在中元節時要準備小黃瓜與茄子的精靈馬給祖先搭乘，而在此故事中便將主要獄卒中設定了二位人物，即是唐瓜（からうり，小黃瓜之別名)和茄子(なすび)。